# クザーノ・ミラニーノ
クザーノ・ミラニーノ（伊: Cusano Milanino）は、イタリア共和国ロンバルディア州ミラノ県にある、人口約18,000人の基礎自治体（コムーネ）。

## 地理

### 位置・広がり

#### 隣接コムーネ
隣接するコムーネは以下の通り。
- ブレッソ
- チニゼッロ・バルサモ
- コルマーノ
- パデルノ・ドゥニャーノ

### 地震分類
イタリアの地震リスク階級 (it) では、4 に分類される
。

## 人物

### 著名な出身者
- ジョバンニ・トラパットーニ - サッカー選手・指導者。